# Jean-Baptiste Cortay
Jean-Baptiste Cortay dit Bojolay est un directeur de théâtres né en 1761 à Régny (Loire), actif à Bordeaux de 1796 à 1822. Il en exploite le Grand Théâtre de 1808 à 1822.

## Biographie
Jean-Baptiste Cortay naît en 1761 à Régny (département de la Loire). En 1782 il vit à Lyon, où il sauve de la noyade dix-sept passagers du  coche d’eau.
Artiste, il est écuyer dans un cirque, puis chanteur. Il emménage à Bordeaux en 1796, et on peut penser qu'il gagne alors le sobriquet de Bojolay. Pompier volontaire — il le sera pendant quinze ans — il fait preuve de courage lors de nombreux incendies qui ravagent la ville.
La démolition du château Trompette à Bordeaux libère sous le règne de Louis XVI un vaste espace en centre ville. Sur les ruines de ses glacis (à l'emplacement des actuelles des allées de Tourny) Cortay installe en novembre 1797 son « théâtre des Pantagoniens », au milieu d’autres salles et baraques foraines. Il y donne pour un public d'ouvriers et de domestiques des spectacles de marionnettes mécaniques, qu'il a construites lui-même et qui représentent des personnages de la Bible.
En 1801 il rebaptise sa petite salle « théâtre de la Gaîté » et passe au vaudeville. Un incendie la détruit, et il reconstruit sur le même terrain son « théâtre Molière » en 1803. En 1806 le gouvernement lui accorde le droit d'ouvrir une seconde salle sur des terrains nationaux de l'ancien château Trompette, qu'il nomme à nouveau « théâtre de la Gaîté ». Il doit cependant alterner les représentations, exploitant la Gaîté quatre jours par semaine et le Molière les trois autres jours.
Mais en 1807 une décision du préfet de la Gironde accorde le monopole des représentations théâtrales du Grand Théâtre, construit en 1780. En contrepartie, est accordée à Cortay une indemnité de 6 000 francs jusqu'en 1820 et le droit de poursuivre jusqu'au 1er avril 1808 l'exploitation du Molière et la pleine propriété de la Gaîté. Mais des plaintes déposées par le concessionnaire du Grand Théâtre l'obligent à quitter Bordeaux et conduisent même à une brève incarcération à Fontainebleau. Quand peu après un décret impérial porte à deux le nombre de salles de spectacle autorisées à Bordeaux, Bojolay emporte le marché en faisant valoir la complémentarité de la Gaîté, destinée au peuple, et du Grand Théâtre.
En 1808 il obtient la concession du Grand Théâtre,, par un bail qui sera prolongé à trois reprises, jusqu'en 1820. Il remplace à sa tête un certain Prat, qui n'a pas su en tirer de bénéfices. Il en diversifie l'offre, y proposant toutes sortes de spectacles. Dans cette période, il exploite simultanément les salles du « théâtre Français » et du « théâtre des Variétés » : il tire de celui-ci ses principaux revenus, qui lui permettent de couvrir les charges du Grand Théâtre. 
S'y produisent alors les acteurs célèbres d'alors : un des Vestris, Mademoiselle Mars, Talma, un des Baptiste, etc. Des pièces y connaissent un vif succès, comme Le Pied-de-Mouton, Tékéli, Hariadan-Barbe-rousse.
Cette entreprise lui vaut une fortune personnelle significative : il a la haute main sur l'ensemble des salles bordelaises. C'est lui même qui renonce en 1820 à briguer la reconduction de la concession du Grand Théâtre ; il assistera cependant son successeur, moins féru dans le domaine du théâtre, jusqu'en mars 1822.
Sur un grand terrain proche des boulevards, il installe un parc d'attraction, les Folies-Bojolay, qu'il équipe avec des montagnes russes le 24 juin 1820. Ces dépenses notamment le conduisent à la faillite en avril 1822.
Il meurt peu après dans le dénuement à l'hôpital.

## Hommages
Trois acteurs, Pierre-Louis Belfort-Devaux, Emmanuel Lepeintre et Bernard-Léon jeune, lui dédient en décembre 1820 leur pièce Le Cirque Bojolay, ou Pleuvra-t-il ? Ne pleuvra-t-il pas ?, à-propos-parodie-vaudeville en un acte.